# ジョン・デンバー
ジョン・デンバー（John Denver、本名：ヘンリー・ジョン・ドイチェンドルフ・ジュニア（Henry John Deutschendorf Jr.）、1943年12月31日 - 1997年10月12日）は、アメリカ合衆国のシンガーソングライター。
芸名の「デンバー」は、彼がこよなく愛したコロラド州の州都デンバーにちなんでつけたものである。
「故郷へかえりたい（邦題：カントリー・ロード）」「悲しみのジェット・プレーン」「太陽を背にうけて（Sunshine on My Shoulders）」など数多くのヒット曲を生み出し、1970年代のポップ・カントリー界で代表的な存在だった。
政党支持では民主党の支持者だった。

## 経歴
ニューメキシコ州ロズウェルにおいてドイツ系の厳格な父親の家庭に長男として生まれる。父親が空軍パイロットだったので、引っ越しを繰り返し、友達作りの難しい少年期だったが、アリゾナ州では少年合唱団に2年間在席、幸せな日々を過ごす。11歳、母方の音楽好きの祖母からアコースティック・ギターをもらう。アラバマ州、次にテキサス州フォートワースに移住、当地のアーリントン・ハイツ高校3年の時、父親の車でカリフォルニア州の知り合いを訪ね音楽活動を開始。父親がジェット機で彼を連れ戻しに現れ復学、卒業。テキサス工科大学で建築学を学ぶが、1963年中退、ロサンゼルスに移住、フォーク・クラブで歌う。
1965年、デンバーはフォーク・グループのチャド・ミッチェル・トリオに参加した。トリオを脱退した1966年、ビートルズなどのカバーを含むアルバム『John Denver Sings』を自主制作。アルバムの中に収められていた「悲しみのジェット・プレーン」（当時のタイトルは「Babe, I Hate To Go」）がプロデューサーのミルト・オークンによりピーター・ポール&マリーのアルバム『Album 1700』（1967年）に収録、シングルはBillboard Hot 100の1位となる。
1969年10月、デビュー・アルバム『Rhymes & Reasons』をRCAレコードから発表した。1971年4月に発表したシングル「故郷へかえりたい（Take Me Home, Country Roads）」はBillboard Hot 100の2位を記録する大ヒットとなった。同曲のカバー（日本のタイトルは「カントリー・ロード」）はオリビア・ニュートン＝ジョンにより1973年全英15位、1976年日本でオリコン洋楽チャート1位（テレビ番組がきっかけ）。
1976年、デンバーはコロラド州スノーマス近郊にニューエイジ・コミューン（New Age Commune、ニューエイジ村）を作り、合気道によって宇宙精神と合致することを目指したり、ピラミッドのなかで瞑想を行い、将来自分が大統領になることなどを信じて、生活をした。76年の大統領選挙では民主党のジミー・カーター候補を応援し、カーターは大統領選挙でフォードを破り当選を果たした。
1977年、世界の飢餓に対する組織ハンガー・プロジェクトの創設者の1人となり、自身が死去するまで組織を支える。
1985年、デンバーはアフリカの飢餓救済キャンペーン「ウィ・アー・ザ・ワールド」への参加を申し出るが、却下される。80年代にはティッパー・ゴアによる表現規制の運動が発生した。アメリカ議会での表現の自由に関する公聴会では、デンバーはフランク・ザッパらと共に「表現規制反対」の意見を堂々と述べた。一方でデンバーは、80年代に統一協会主催のイベントに、ジョージ・H・W・ブッシュらと共に出席した。
飛行を愛してNASAを支援し、自身も1985年NASA初の市民宇宙飛行計画の体力試験に合格したが、最終選考で落選した。1986年のチャレンジャー号爆発事故では追悼歌を捧げた。1994年、自伝「Take Me Home」を出版し、自らの薬物使用、不倫、元妻への暴力を語る。1996年、作曲家殿堂入り。
デンバーは、航空機の収集家で複数の飛行機（複葉機、セスナ）を所持していた。1997年10月12日、米国内ツアーを終えてカリフォルニアで休日を過ごしていたが、単独で操縦するプロペラ機（ルータン ロング・イージー）が墜落し死亡した。機体に対する不慣れが原因とされる。遺体は損傷が激しく、指紋によって身元が確認された。53歳没 。子供は3人。葬儀はコロラド州で行われた。
2014年にハリウッド殿堂のレコーディング部門の2,531番目の殿堂入りしたことが明らかとなった。

## ディスコグラフィ

### アルバム
- Rhymes & reasons(1969)
- Take me to tomorrow(1970)
- Poems, prayers & promises(1971)
- Aerie(1971)
- Rocky mountain high(1972)
- Farewell Andromeda(1973)
- John Denver's greatest hits(1973)
- Back home again(1974)
- An evening with John Denver(1975)
- Windsong(1975)
- Rocky mountain christmas(1975)
- Spirit(1976)
- John Denver's greatest hits, vol. 2(1977)
- I want to love(1977)
- John Denver(1979)
- Christmas together with the Muppets(1979)
- Autograph(1980)
- Some days are diamonds(1981)
- Seasons of the heart(1982)
- It's about time(1983)
- John Denver's greatest hits, vol. 3(1984)
- Dreamland express(1985)
- One world(1986)
- Flower that shattered the stone(1990)

### 主なシングル
- 悲しみのジェット・プレーン (Leaving on a Jet Plane) 1969年
- 故郷へかえりたい (カントリー・ロード) (Take Me Home, Country Roads) 1971年
- ロッキー・マウンテン・ハイ (Rocky Mountain High)（後述） 1972年
- さすらいのカウボーイ (I'd Rather Be A Cowboy) 1973年
- 太陽を背にうけて (Sunshine on My Shoulders) （後述）1973年
- 緑の風のアニー (Annie's Song)（後述） 1974年
- バック・ホーム・アゲイン (Back Home Again) 1974年
- すばらしきカントリー・ボーイ (Thank God I'm a Country Boy) 1975年
- アイム・ソーリー (I'm Sorry) 1975年
- ファー・アウェイ、1976年

## 解説
カントリー・ロード
- デンバーはこの曲をニューヨークのビルの地下室で作曲したが、曲がヒットすると、ファンから手紙がつぎつぎに寄せられるようになった。その内容は「すてきな風景の場所を教えてくれてありがとう」というものだった。
- デンバーは想像で田舎の風景を歌ったにすぎなかったが、バージニア西部、ブルーリッジ山脈、シェナンドー河の風景は、実際に美しかったのである。デンバーは歌の持つ力を、再認識したと見られる。

太陽を背にうけて
- 「太陽を背にうけて (Sunshine on My Shoulders)」は、Dick Kniss と Mike Taylor との共同作品である。1973年にシングル盤とし発売され1974年初期には全米第1位になる。デンバーは、Seventeen Magazine にこの曲を創作した経緯を「気分が滅入っていて、ブルーな曲を書きたいと思っていたとき、この曲想が浮かんだ。この曲は、自分のライフスタイルを表現したものである。」と寄稿している。
- 当初、「さすらいのカウボーイ」というシングル盤のB面に収録されて発売された。ベトナム戦争が終結したころ、この曲には重要な示唆が含まれていると一般に受け取られるようになり、アダルト・コンテンポラリーを扱う放送局で流され始めた。そのうちに、1974年1月26日には全米ヒットチャートの90位に入り、その後9週間に渡ってヒットチャートのナンバー1を記録した。2008年にカナダのシンガーソングライター、カーリー・レイ・ジェプセンがカバーした。

ロッキー・マウンテン・ハイ

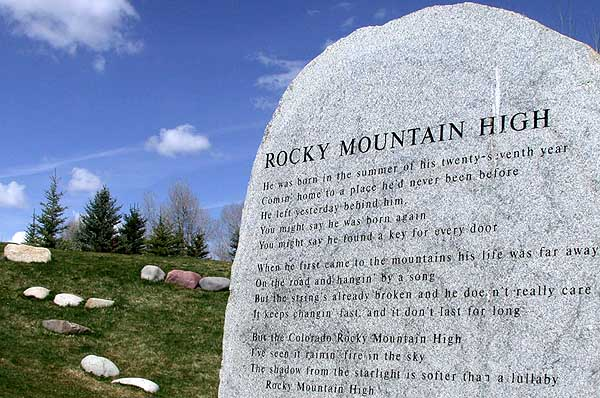
「ロッキー・マウンテン・ハイ」の歌碑

- 「ロッキー・マウンテン・ハイ」は、1973年にアメリカで流行したフォーク・ロックである。この曲は、デンバーが成人後の人生のほとんどを過ごした、アメリカのコロラド州アスペンへの愛着を現したものである。
- この曲は、公開されると直ちにアメリカ国内に論争を巻き起こした。それというのは、同年アメリカ連邦通信委員会が「ドラッグの乱用を煽る音楽は取締り対象」とすることと決まったからであった。「ハイ」という部分はドラッグでハイになるとも解釈できた。デンバーの釈明が行われるまでは、多くの放送局がこの曲の「放送を禁止」した。1985年、デンバーは合衆国議会において、この経緯について釈明を行っている。その後長らくはコロラド州の非公式な州歌として見なされていたが、2007年3月12日、議会はこの「ロッキー・マウンテン・ハイ」を公式州歌として認めることとなった。
- コロラド州アスペンのリオグランデ州立公園には、コロラド州の公式州歌「ロッキー・マウンテン・ハイ」の歌碑が立っている。

緑の風のアニー
- 「緑の風のアニー」（Annie's Song）は、デンバー自身が作曲と作詞を行った。この曲は、アルバム『バック・ホーム・アゲイン』（Back Home Again）に収録され、1974年に RCAレコードから発売された。演奏時間は2分58秒である。1974年7月、2週間に渡って全米ナンバー1ヒットを記録したこの曲は、デンバーにとって2回目の全米ナンバーとなった曲でもある。イギリスにおいても、ナンバー1ヒットを記録した。
- 緑の風のアニーは、デンバーの最初の妻であった Annie Martel（英語版ウィキペディアによればMartell）に捧げた叙情詩である。 Annie は、アメリカのミネソタ州スリーピーアイ出身（英語版ウィキペディアによれば St. Peter出身）である。ミネソタ州の New Ulm 近郊の州立公園を二人で散歩していたとき、デンバーは周囲の景色の素晴らしさに感嘆しつつ、同時に妻のことに想いをはせながら、数分の内にこの曲を書き上げたとされる。この曲が流行するようになって以降、多くの人々の間で結婚式の際頻繁に演奏されるようになったり、相手に愛情を表現するための代わりに利用されるようになったりした。その理由は、この曲が聞き手の想像力に素晴らしく訴えるだけでなく、歌詞が誰にとっても普遍的な意味を含んでいるからである。ただし歌詞の中には、Annie という名前は一言も出て来ない。なお、Annieとは1982年デンバーの家庭内暴力（首を締め、ベッドをチェーンソーで真っ二つにした）が元で離婚。

## フィルモグラフィ/映画・ドラマ
- イエロー・イーグル／大空をかける友情 (1988)テレビドラマ
- 別れの時 (1987)テレビドラマ
- クリスマス・ギフト (1986)テレビドラマ
- ファイアー＆アイス／白銀の恋人たち (1985) ナレーションと音楽を担当。
- オー!ゴッド (1977) 主演
- 警部マクロード／コロラド大追跡 (1974)テレビドラマ ゲスト出演
- サンシャイン (1973)

## 日本公演
- 1975年

10月17日 日本武道館(2回公演)